# Szápári-ér
A Szápári-ér a Bakonyban ered, Veszprém vármegyében, mintegy 260 méteres tengerszint feletti magasságban. A patak forrásától kezdve északkeleti irányban halad, majd Bakonycsernyénél eléri a Gaja-patakot.
A Szápári-ér vízgazdálkodási szempontból az Észak-Mezőföld és Keleti-Bakony Vízgyűjtő tervezési alegység működési területéhez tartozik.

## Part menti települések
- Csetény
- Szápár
- Bakonycsernye